# 쓰가루 구마치요
쓰가루 구마치요(일본어: 津軽熊千代, 1600년 ~ 1623년 1월 18일)는 쓰가루 노부타케(津軽信建)의 맏아들이며, 히로사키번 초대 번주 쓰가루 다메노부(津軽為信)의 손자이다.
1607년, 할아버지와 아버지가 모두 사망하자, 적손임에도 불구하고 어리다는 이유로 대신 숙부인 쓰가루 노부히라(津軽信枚)가 차기 번주에 옹립되었다. 이로 인하여 노부히라를 지지하는 세력과 구마치요를 지지하는 파가 대립하는 '쓰가루 소동'이 발생하였다. 노부타케의 측근인 쓰가루 다케히로 등이 구마치요를 추대하며 막부에 재정(裁定)을 요청하였는데, 결국 이 분쟁은 막부가 노부히라를 적자로 인정하고 대신 노부히라가 구마치요에게 매년 100냥의 돈을 지급하기로 함으로써 끝이 났다. 막부가 이와 같은 결정을 내린 데에는 노부타케가 세키가하라 전투 당시 오사카성에 있어서 서군 측의 인물로 보였던 것이 크게 작용한 것으로 추측된다. 결국 구마치요는 히로사키로 돌아가지 못하고 가토 기요마사의 밑에서 일하였으나 병약함을 이유로 관직을 사양하고, 히로사키번에서 보낸 돈 100냥을 기반으로 에도에서 지내다 23세의 나이로 사망하였다.